# British Aerospace Skyflash
«Скайфлэш» (англ. Skyflash — «небесная вспышка») — британская ракета класса «воздух—воздух» средней дальности, оснащённая полуактивной радиолокационной головкой самонаведения, производившаяся группой подрядчиков во главе с компанией «Бритиш аэроспейс». Ведёт своё происхождение от американской ракеты «Спарроу», может использоваться на истребителях «Фантом-2» и перехватчиках «Торнадо» Королевских ВВС, «Торнадо» ВВС Италии и Саудовской Аравии и истребителе «Вигген» ВВС Швеции. Ракета заменяется более совершенной американской ракетой «Амраам».

## История
Появление «Скайфлэш» стало результатом выполнения в конце 1960-х годов британского плана разработки инверсной моноимпульсной ГСН для ракеты «Спарроу» (модели AIM-7E-2) британским филиалом компании «Дженерал электрик» (GEC) и специалистами Королевского авиационного института. В январе 1973 года, после показа достигнутых результатов в Штабе Королевских ВВС были выпущены требования № 1219 на разработку ракеты с кодом проекта XJ.521. Подрядчики: «Хокер Сиддли», «Маркони» (Marconi Space and Defence Systems подразделение GEC по управляемым вооружениям в Стэнморе) и «Торн-Эми» и в Хайесе, графство Мидлсекс, Большой Лондон. Главным субподрядчиком выступала американская компания «Райтеон» (Raytheon Missile Systems Division) в Бедфорде, штат Массачусетс. Основными изменениями по сравнению со «Спарроу» были:
- установка инверсной моноимпульсной полуактивной радиолокационной ГСН компании «Маркони»,
- улучшенная полупроводниковая электроника,
- адаптированные рули
- активный радиолокационный взрыватель компании «Торн-Эми».

В качестве двигательных установок использовались твердотопливные двигатели Mk.52 Mod.2 компании «Бристоль Аэроджет» и Mk.38 Mod.4 компании «Рокетдайн»; на поздние модификации устанавливался двигатель Aerojet Hoopoe (рус. Удод).
Испытания ракеты показали возможность её успешного функционирования в условиях активного применения противником средств электронного противодействия и способность поражать цели в самых различных условиях, атакуя высотные цели при пуске с низких высот (от 100 м) и низколетящие цели (от 75 м) с высоколетящего истребителя. В 1978 году ракета была принята на вооружение «Фантом-2» в варианте исполнения названным позднее как серия 3000 Pre TEMP (англ. Tornado Embodied Modification Package).
В 1985 году, «Фантомы» были заменены на истребитель ПВО «Торнадо» (Tornado ADV — Air Defence Variant), на котором, как и на «Фантоме-2», ракеты «Скайфлэш» размещались в полуутопленных нишах на подбрюшье самолета (с целью уменьшения лобового сопротивления). При этом, на ADV дополнительно устанавливалась гидравлическая трапеция компании «Фрейзер-Нэш», которая позволяла выводить ракету за пределы корпуса носителя в набегающий воздушный поток до зажигания двигателя, что гарантирует отсутствие влияния турбулентностей подфюзеляжного слоя на пуск. Изменения конструкции «Скайфлэш» по размещению ответных узлов крепления гидравлической трапеции в теле ракеты, включению в состав автопилота электроники управления ориентацией пуска (англ. Launch Attitude Control electronics) и улучшению формы крыльевых поверхностей привели к появлению серии ракет обозначаемой 5000 TEMP.
С 1988 года проводилась дальнейшая модернизация ракет (серия 6000) получившая наименование SuperTEMP. Модификация заключалась в оснащении ракеты РДТТ Aerojet Hoopoe для изменения профиля полёта ракеты с варианта «разгон — планирование» (с 4-секундной работой ДУ) на «разгон — маршевый участок — планирование» (7-секундная работа ДУ), с целью увеличения дальности и маневренности.
В Королевских ВВС «Скайфлэш» эксплуатируется, как правило, в сочетании с четырьмя ракетами малой дальности «Сайдуайндер» или «Асраам». Также, ВВС Великобритании и Швеции была предложена модификация «Скайфлэш-2» (Skyflash Mk 2) — модель с активной радиолокационной ГСН разработки «Томсон-Си-Эс-Эф» (так называемый активный Skyflash), однако, работы по нему развития не получили.
В 1996 году ВВС Великобритании объявили о запуске программы по обеспечению боевых возможностей (англ. Capability Sustainment Programme), которая предполагает, в частности, замену «Скайфлэш» на «Амраам». «Амраам» оснащается АРЛГСН, блоком бесплатформенной инерциальной системы навигации (БИНС) и вычислительной системой, дающей возможность применять ракету по принципу «выстрелил и забыл».

## Тактико-технические характеристики
- Класс ракеты: Ракета «воздух-воздух» средней дальности
- Главный подрядчик: BAe Dynamics и Raytheon как субподрядчик
- Стоимость: £150 000
- Двигательная установка: РДТТ Aerojet Mk.52 Mod.2 или Rocketdyne Mk.38 Mod 4
- Длина: 3,66 м (12 футов 1 дюйм)
- Масса: 193 кг (425 фунтов)
- Диаметр: 0,203 м (8 дюймов)
- Размах крыла: 1,02 м (40 дюймов)
- Дальность: 45 км (28 миль)
- Скорость: 2+ М
- Система наведения: комбинированная: инерциальная + моноимпульсная полуактивная радиолокационная головка самонаведения компании Marconi
- Боевая часть: стержневого типа, с неконтактным взрывателем
  - Масса БЧ: 39,5 кг (87 фунтов)
- Начало эксплуатации: 1978 год
- Снятие с вооружения: Планируется замена на «Амраам» на всём парке «Торнадо»

## На вооружении
Италия
- ВВС Италии

 Саудовская Аравия
- ВВС Саудовской Аравии

 Швеция

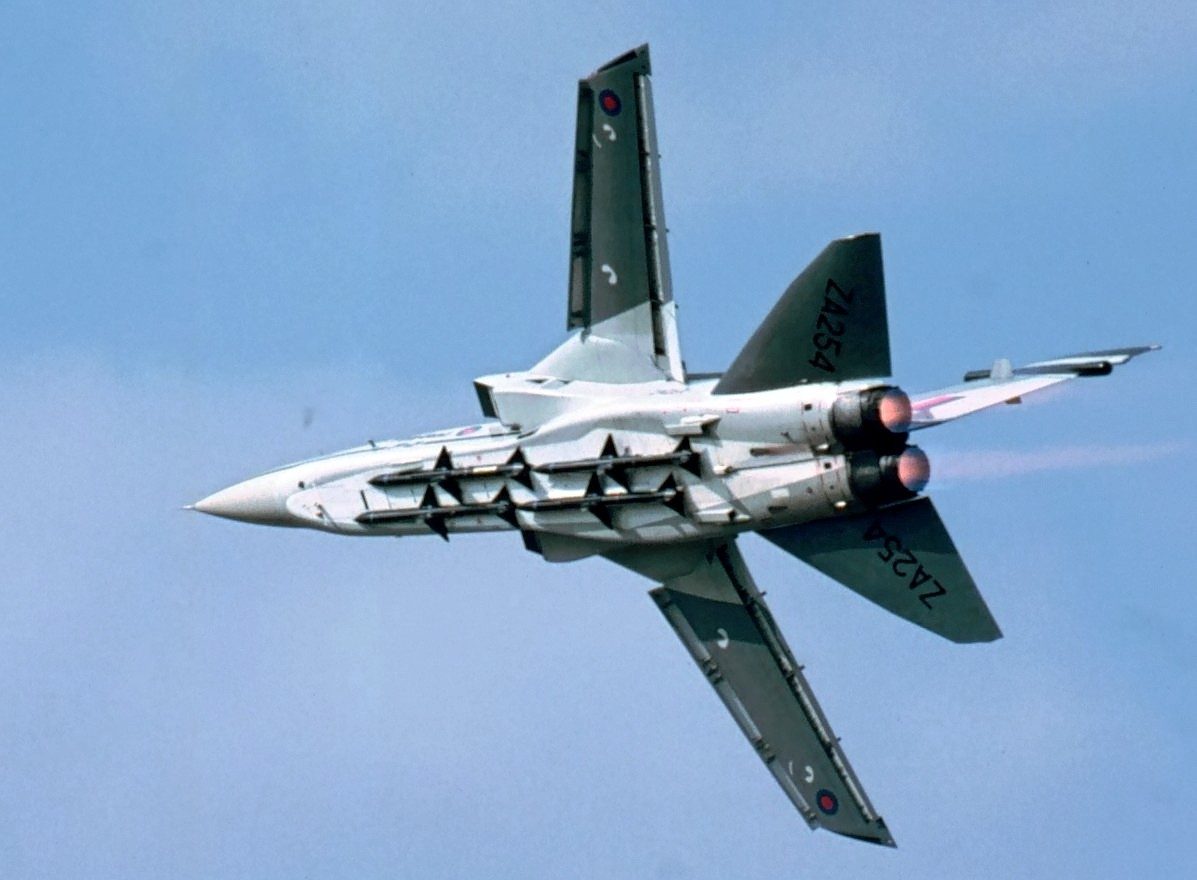
Прототип «Торнадо ADV» с 4 ракетами «Скайфлэш» на полуутопленной подфюзеляжной подвеске

- ВВС Швеции — истребители «Вигген» вооружением которых являлась «Скайфлэш» (имели обозначение Rb 71А) сняты с вооружения в 2005 году.

 Великобритания
- Королевские ВВС